# SHOCKER ショッカー
『SHOCKER ショッカー』（原題: Seed）は、2007年のカナダ映画。日本では劇場未公開で、ソフトが発売されたのみ。

## 概要
ウーヴェ・ボル監督による作品。テレビゲームを原作とした作品が多いボルには珍しいオリジナル企画の作品である。

## ストーリー
アメリカ史上最悪の殺人鬼のマックス・シード（ウィル・サンダーソン）の電気椅子による死刑が執行されるが、彼の心臓は動き続けていた。州法では、3度刑を執行しても死ななかった場合、死刑囚は自由の身となる。それは悪魔を再び、解き放つことを意味する。
そこで捜査官のビショップ（マイケル・パレ）たちはシードの死を偽装し、生きたまま地中深く埋葬することにしたが、それでも死ななかった。
墓場から蘇ったシードは、自分を葬った関係者たちを次々と惨殺し始める。ついにその魔の手は、ビショップの妻と娘に延びる。誘拐された妻子を救うため、ビショップはシードの隠れ家に向かう。そこで彼が遭遇した、極限の恐怖、そして究極の選択とは......。

## キャスト
- マイケル・パレ
- ウィル・サンダーソン
- ラルフ・モーラー
- ジョデル・フェルランド
- アンドリュー・ジャクソン
- テア・ギル
- ブラッド・ターナー
- マイク・ドプド
- フィリップ・ミッチェル